# Berto Romero

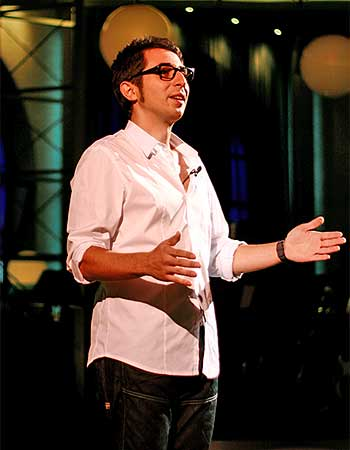
Berto Romero

Berto Romero (* 17. November 1974 in Cardona, Katalonien) ist ein spanischer Humorist und Schauspieler.

## Biographie
Er ist ein Gründungsmitglied der Theatergruppe El Cansancio (= die Müdigkeit), Moderator beim Radio Flaixbac und hat eine Sektion in der Late-Night-Show von Andreu Buenafuente (TV-Sender La Sexta).
Für seine Rolle in Drei Hochzeiten zu viel (2013) wurde Romero 2014 für den spanischen Filmpreis Goya als Bester Nachwuchsdarsteller nominiert.

## Filmografie (Auswahl)
- 2013: Drei Hochzeiten zu viel (3 bodas de más)